# 1550
1550 (MDL) var ett normalår som började en onsdag i den julianska kalendern.

## Händelser

### Juni
- 12 juni – Gustav Vasa grundlägger Helsingfors.[1]

### Februari
- 7 februari – Sedan Paulus III har avlidit året innan väljs Giovanni Maria Ciocchi del Monte till påve och tar namnet Julius III.

### Okänt datum
- Gustav Vasa gör upp planer för ett svenskt handelskompani.
- Den toscanske målaren och arkitekten Giorgio Vasari publicerar i Florens den första utgåvan av Le vite de' più eccellenti pittori, scultori e architettori (på svenska Berömda renässanskonstnärers liv i två delar 1926 respektive 1930). Tillsammans med den andra, utökade utgåvan från 1568 betraktas denna bok som grunden för ämnet konsthistoria.[2]

## Födda
- 25 maj – Camillo de Lellis, italiensk romersk-katolsk präst och ordensstiftare; helgon.
- 27 juni – Karl IX, kung av Frankrike 1560–1574.
- 13 juli – Erik Larsson Sparre, svenskt riksråd, rikskansler 1593–1600.
- 4 oktober – Karl IX, svensk riksföreståndare 1599–1604 och kung av Sverige 1604–1611.
- 6 oktober – Karin Månsdotter, drottning av Sverige 1568, gift med Erik XIV.
- 27 oktober – Mary Sidney, engelsk poet.
- 28 oktober – Stanislaus Kostka, polskt helgon.
- Nicolaus Olai Bothniensis, svensk ärkebiskop 1599–1600 (född omkring detta år).
- Maria Andreae, tysk apotekare.
- Chand Bibi, indisk furstinna och regent.
- Marie de Brimeu – italiensk humanist.

## Avlidna
- 12 januari – Andrea Alciati, italiensk humanist och jurist.
- 8 mars – Johannes av Gud, portugisiskfödd munk och ordensgrundare, helgon.
- 30 april - Tabinshwethi, burmesisk kung.
- 6 december – Pieter van Aelst, flamländsk konstnär.
- Veronica Gambara, italiensk poet.
- Isabel Moctezuma, aztekisk prinsessa.

### Fotnoter
1. ↑  ”Helsingfors sevärdheter (läst 4 april 2011)”. Arkiverad från originalet den 20 mars 2016. https://web.archive.org/web/20160320005156/http://www.hotell-helsingfors.se/helsingfors-sevardheter/. Läst 4 april 2011.
2. ↑  Der Gründungstext der Kunstgeschichte, en forskningsrapport åt Max-Planck-Gesellschaft, 2007. (mpg.de) (tyska)